# Strelitzia juncea
Strelitzia juncea — отруйна багаторічна рослина з роду Стрелітція родини Стрелітцієвих. Ендемік Південної Африки. Декоративна культура.

## Опис
Вічнозелена трав'яниста рослина заввишки 1–2 м. Корені товсті, соковиті. Стебло відсутнє. Листки численні, зібрані у прикореневу розетку, циліндричні, загострені, жорсткі, сизо-зелені, спрямовані вертикально.

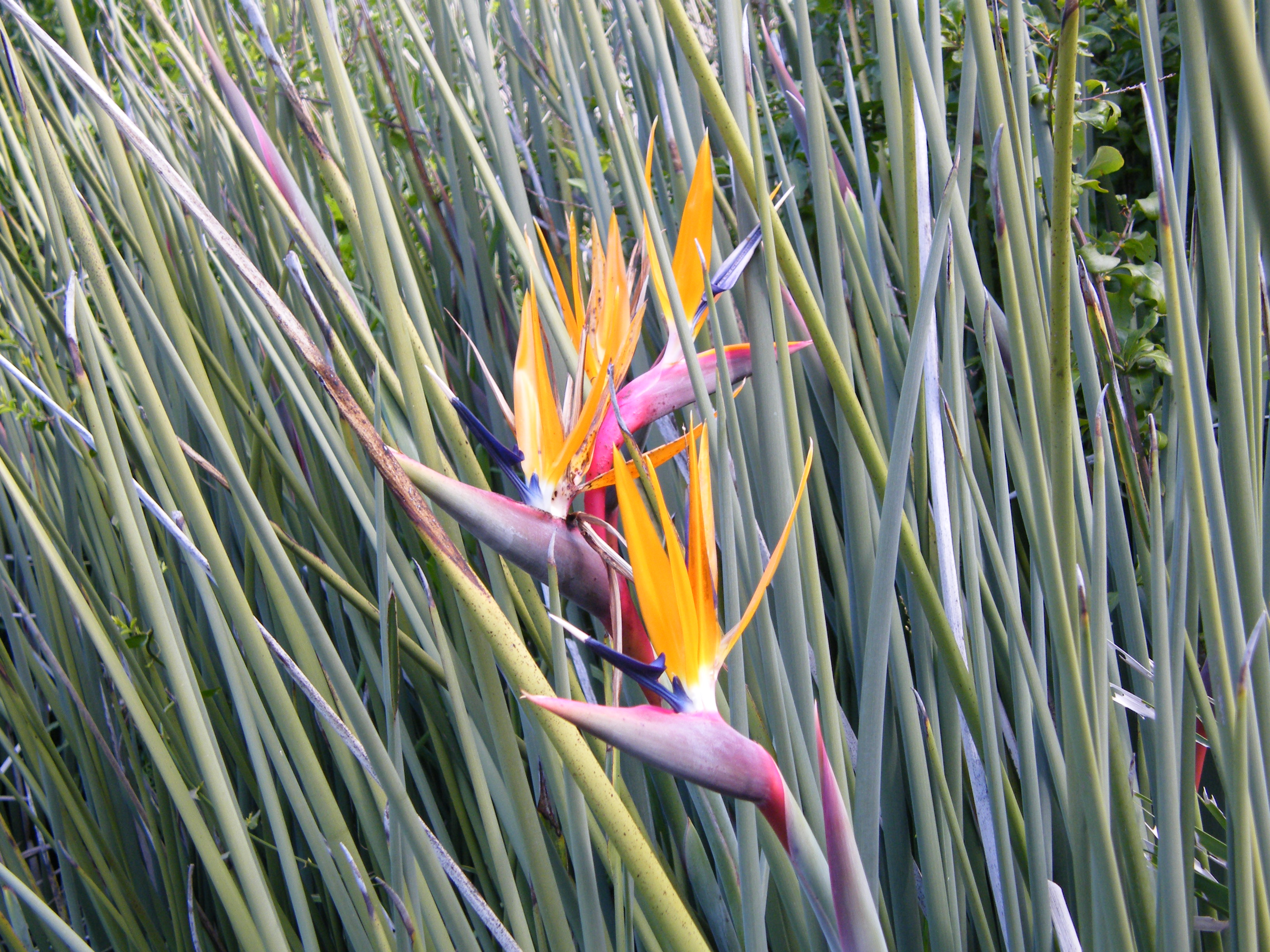
Суцвіття

Квітконоси такі ж циліндричні, сизо-зелені і жорсткі, як і листя. Їхня довжина дещо менша, ніж довжина листків. Приквіток цупкий, веретеноподібної форми, сизо-зелений з червонуватою основою і краєм, у повному розквіті розташований майже горизонтально. Суцвіття — видозмінений малоквітковий завиток, в якому може бути до 5 квіток. Квітки великі, сидячі, двостатеві, зигоморфні, без запаху. Оцвітина тричленна, дворядна. Чашолистки довгасто-яйцеподібні, помаранчеві, вільні. Пелюстки сині, з них дві зростаються разом на кшталт стріли й охоплюють пружний стовпчик і 5 тичинок. Плід — розкривна коробочка. Насінини великі, кулясті, з принасінником у вигляді смужки помаранчевих волосків.
Листя, квіти та насіння Strelitzia juncea мають слабкі отруйні властивості.

## Екологія та поширення
Strelitzia juncea — світлолюбна, спеко- та посухостійка рослина, що зростає у відкритих біоценозах, на скелястих схилах тощо. Водночас цей вид є найбільш морозостійким серед представників свого роду і здатен витримувати невеликі приморозки. Віддає перевагу помірно зволоженим, добре дренованим ґрунтам. Часто входить до складу угруповань разом з пеларгоніями та сукулентними видами молочаю.
Цвітіння триває з травня по жовтень. У природі квіти Strelitzia juncea запилюються нектарницями, але загалом кількість запилювачів у типових екотопах невелика, тому насіннєва продуктивність низька (подекуди для відновлення популяцій навіть застосовують штучне запилення). Насіння поширюється також за допомогою птахів. Вид здатен перехресно запилюватись і утворювати проміжні форми зі стрелітцією королівською.
У культурі можливе вегетативне розмноження поділом кореневищ. Цьому виду, як і стрелітціям загалом, притаманний повільний ріст: перше цвітіння особин, що виросли з насіння, відбувається лише у віці 4 років, у особин, що утворились поділом кореневищ, у віці 2–3 років.
Ареал цього виду відносно невеликий, він цілком лежить у межах Східної Капської провінції Південно-Африканської Республіки. Переважна більшість осередків знайдені на північ від Порт-Елізабет. Хоча цей вид не охороняється законом, дедалі більше дослідників вважають його становище загрозливим. Скороченню популяцій сприяють низька природна плодючість у поєднанні з масовим викопуванням рослин квітникарями-аматорами, розробкою кар'єрів, витісненням з природного середовища інвазивними видами.

## Застосування
За зовнішнім виглядом цей вид дуже схожий на стрелітцію королівську, тому, як і вона, належить до декоративних рослин. Разом з тим, популярність Strelitzia juncea значно менша, ніж стрелітції королівської, що можна пояснити її природною рідкісністю. Вирощують Strelitzia juncea у відкритому і захищеному ґрунті. Перший спосіб практикують переважно на її батьківщині та в країнах з аридним кліматом. Найкраще ці рослини пасують у великих групах, крім того, їхні квіти придатні для зрізання. У помірному кліматі Strelitzia juncea висаджують в горщики і тримають у кімнатах. Серед українських квітникарів, як професіоналів, так і аматорів, цей вид не поширений.
Найкращий час для посіву насіння — весна. Задля пришвидшення проростання насінини скарифікують, для цього видаляють помаранчеві волоски і замочують їх у сульфатній кислоті на 5 хвилин, опісля чого ретельно промивають водопровідною водою. Також бажано обробити насіння стимуляторами росту, наприклад, гіберелінами. Посів здійснюють у суміш з глини, піску, подрібненої кори, компосту, кісткового борошна у співвідношенні 2:2:3:3:0,5. Оптимальна температура для проростання насіння — 25 °C.
На відміну від інших стрелітцій цей вид не виносить затінення, потребує повного освітлення і доброго дренажу. Підживлення органічними добривами і суперфосфатом здійснюють у травні-червні. Поділ дорослих рослин краще робити восени або взимку. При цьому треба дуже обережно викопувати соковиті корені, оскільки вони легко ушкоджуються, що призводить до затримки розвитку. Поділені рослини треба висаджувати у просторий горщик завширшки 60 см і більше — це також сприяє відновленню рослин і прискорює цвітіння.

## Таксономія
В минулому ця рослина розглядалася як різновид Strelitzia parvifolia або стрелітції королівської. У 1974 році доктор Ван де Вентер довів самостійний статус цього таксона. Доказом цього стали й наступні генетичні дослідження, а також здатність Strelitzia juncea утворювати міжвидові гібриди зі стрелітцією королівською. Наразі відомі такі синоніми:
- Strelitzia parvifolia var. juncea Ker Gawl.
- Strelitzia principis Andrews ex Spreng.
- Strelitzia reginae var. juncea (Ker Gawl.) H.E.Moore
- Strelitzia reginae subsp. juncea (Ker Gawl.) Sm.
- Strelitzia teretifolia Barrow ex Steud.[1]